# Love Byrd
Love Byrd è un album a nome di Donald Byrd and 125th Street, N.Y.C., pubblicato dalla Elektra Records nel 1981. Il disco fu registrato al Master Sound Studio di Atlanta, Georgia (Stati Uniti) nel 1981.

## Tracce
Lato A
1. Love Has Come Around – 7:53 (William Duckett)
2. Butterfly (Andrew Stevens)
3. I Feel Like Loving You Today – 6:57 (Isaac Hayes)

Lato B
1. I Love Your Love – 6:57 (Aaron Mills, Andrew Stevens, Isaac Hayes, William Duckett)
2. I'll Always Love You – 5:12 (Donald Byrd)
3. Love for Sale – 6:04 (Cole Porter)
4. Falling – 2:59 (Isaac Hayes)

## Musicisti
- Donald Byrd - tromba
- Isaac Hayes - voce
- Isaac Hayes - pianoforte elettrico (fender rhodes), sintetizzatore (brano: A1)
- Isaac Hayes - vibrafono (brano: A2)
- Isaac Hayes - pianoforte acustico, sintetizzatore (brano: B1)
- Isaac Hayes - pianoforte acustico, vibrafono (brano: B2)
- Isaac Hayes - pianoforte acustico (brano: B3)
- Isaac Hayes - pianoforte elettrico (fender rhodes) (brano: B4)
- Isaac Hayes - percussioni
- Isaac Hayes - accompagnamento vocale, cori
- Isaac Hayes - arrangiamenti, produttore
- Albert Chip Crawford Jr. - pianoforte elettrico (fender rhodes), sintetizzatore prophet (brano: A1)
- Albert Chip Crawford Jr. - pianoforte elettrico (fender rhodes) (brani: A2, B1 e B2)
- Albert Chip Crawford Jr. - pianoforte acustico (brani: A3 e B4)
- Albert Chip Crawford Jr. - pianoforte elettrico (fender rhodes) e clavinet (brano: B3)
- Myra Walker - pianoforte acustico (brano: A2)
- William Country Duckett - chitarra elettrica
- Ronnie Garrett - basso elettrico
- Eric Hines - batteria

Donald Byrd 125th Street, N.Y.C. (gruppo vocale)
- Diane Evans - accompagnamento vocale
- Diane Williams - accompagnamento vocale
- Rose Williams - accompagnamento vocale
- Pat Lewis - accompagnamento vocale

Hot Buttered Soul Unlimited (gruppo vocale)